# Государственный музей истории космонавтики имени К. Э. Циолковского
Госуда́рственный музе́й исто́рии космона́втики имени К. Э. Циолковского — первый в мире и крупнейший в России музей космической тематики, созданный при непосредственном участии С. П. Королёва и Ю. А. Гагарина. Расположен в городе Калуге.

## История
13 июня 1961 года Ю. А. Гагарин заложил первый камень в фундамент здания будущего музея. Музей был открыт для посетителей 3 октября 1967 года. Архитекторы — Б. Г. Бархин, Е. И. Киреев, Н. Г. Орлова, В. А. Строгий, К. Д. Фомин. Мозаика «Покорители космоса» в вестибюле музея создана А. Васнецовым из смальты и натурального камня.
В 1960 году музей был определён научно-методическим центром по координации деятельности музеев СССР космического профиля, а в 1979 году получил статус научно-исследовательского учреждения. В 1993 году Государственный музей истории космонавтики имени К. Э. Циолковского был отнесен к крупнейшим культурно-просветительным учреждениям, имеющим особенную общественную значимость.
С 21 июня 1973 года на территории калужского музея космонавтики экспонируется подлинный экземпляр ракетно-космического комплекса «Восток», находившийся в резерве во время старта гагаринского «Востока-1».
Экспозиции музея раскрывают историю воздухоплавания, авиации, ракетно-космической техники. Исчерпывающим образом представлено научное наследие Константина Эдуардовича Циолковского, основоположника теоретической космонавтики, крупного изобретателя, автора трудов по философии и социологии. Представлены образы техники будущего (самолёт, дирижабль, ракета, эфирные поселения), обоснованные учёным.
С 1966 года музей проводит Научные чтения памяти К. Э. Циолковского. В залах музея можно познакомиться с отечественной историей практической космонавтики, от первого искусственного спутника Земли до современных долговременных орбитальных станций. Это история становления ракетной техники в СССР, начиная с 1920-х годов, деятельность выдающихся главных конструкторов (С. П. Королёва, В. П. Глушко, В. Н. Челомея, С. А. Косберга, Г. Н. Бабакина, А. М. Исаева и других). Это исследование Луны и планет Солнечной системы с помощью автоматических межпланетных станций. Это пилотируемая космонавтика от «Востока» до «Бурана». Это история ракет-носителей и коллекция ракетных двигателей.
В музее находится макет базового блока орбитальной станции «Мир», открытый для посещения.
Строительство второй очереди музея космонавтики, которое начато в середине апреля 2013 года, завершено в 2021 году. Возведено новое современное здание площадью 12,5 тыс. м², что почти в четыре раза превышает площадь существующего. Экспозиционные площади музея увеличились в пять раз. Также в музее появились многофункциональный конференц-зал и кинозал. Со строительством второй очереди музея связан крупный коррупционный скандал: заместитель министра культуры РФ был арестован по делу о хищении государственных средств, выделенных на реставрацию объектов культурного наследия.Завершение строительства постоянно переносилось: сначала оно планировалось к 50-летию музея, потом было перенесено на декабрь 2017 года, потом — на декабрь 2019 года. В августе 2019 года премьер-министр Медведев, Дмитрий Анатольевич выделил дополнительно 500 миллионов рублей на стройку музея. Осенью 2019 года сроки опять сдвинулись — на 12 апреля 2021 года. Но уже в ноябре 2019 года Министр культуры России, посетив строительную площадку во время своей рабочей поездки, сообщил об открытии музея для посетителей в сентябре 2020 года, но этого в намеченный срок не случилось, как не случилось и 12 апреля 2021 года, но 17 апреля новый музейный комплекс наконец-то открыли для посетителей.
17 апреля 2021 года музейный комплекс «Вторая очередь ФГБУК «Государственный музей истории космонавтики им. К.Э. Циолковского» начал прием посетителей. Экспозиционные пространства увеличились в пять раз. 
Сегодня для посещения доступны экспозиционные пространства второй очереди и наружная территория музея, созданы условия для маломобильных посетителей.
Центральное место в новом музейном комплексе занимает экспозиция «Ракеты. Корабли. Люди» — это более 500 объектов, рассказывающих о ключевых программах освоения космоса, в том числе оригинальные образцы ракетно-космической техники. Дополняет тему видео-контент, демонстрация которого выведена на уникальный 80-метровый экран.
Мультимедийные установки с использованием дополненной реальности позволят посетителям управлять космонавтом в открытом космосе, совершать подготовку и запуск ракеты, осуществлять стыковку космического корабля «Союз» с международной космической станцией. 

## Галерея

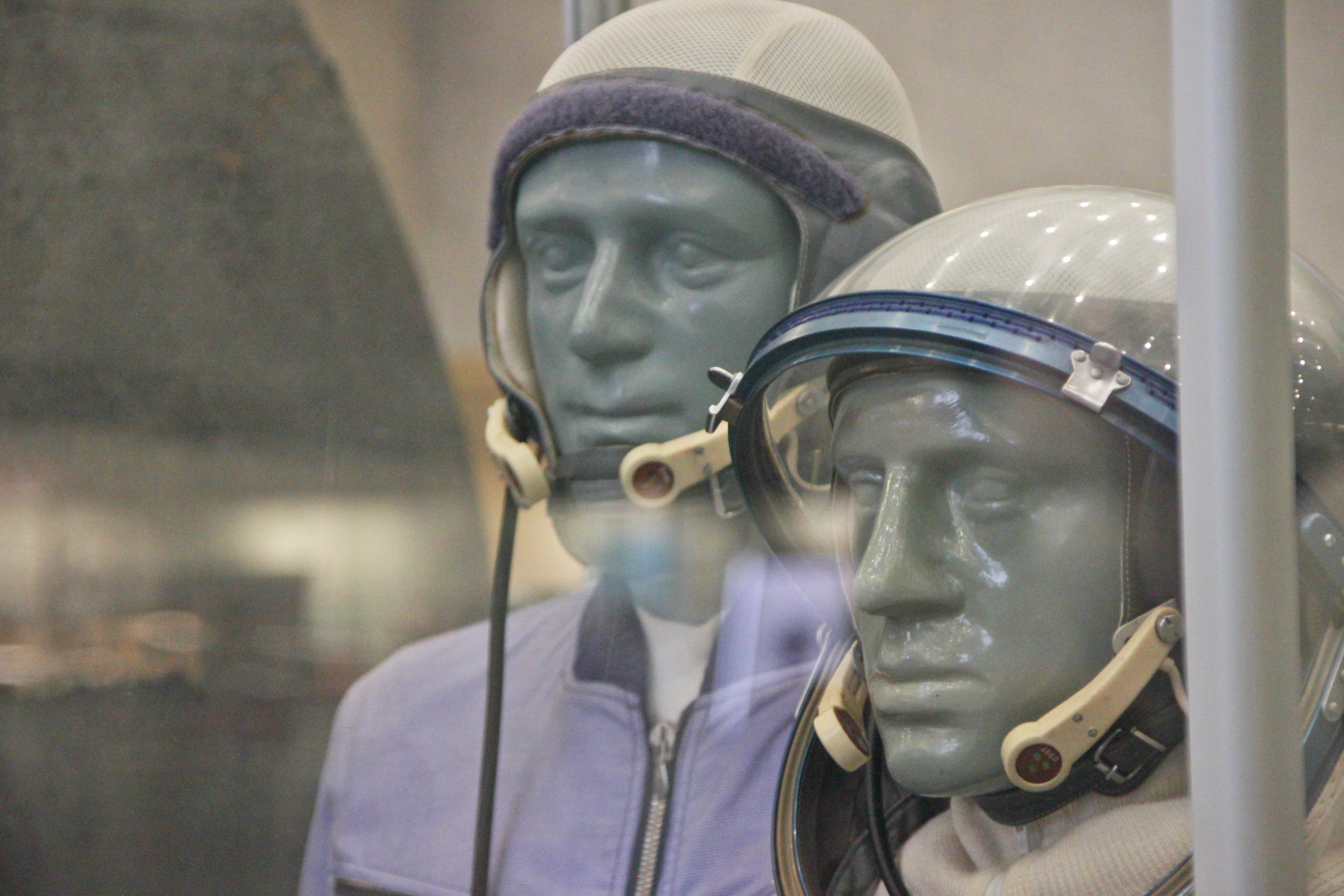
Элементы экипировки первых космонавтов
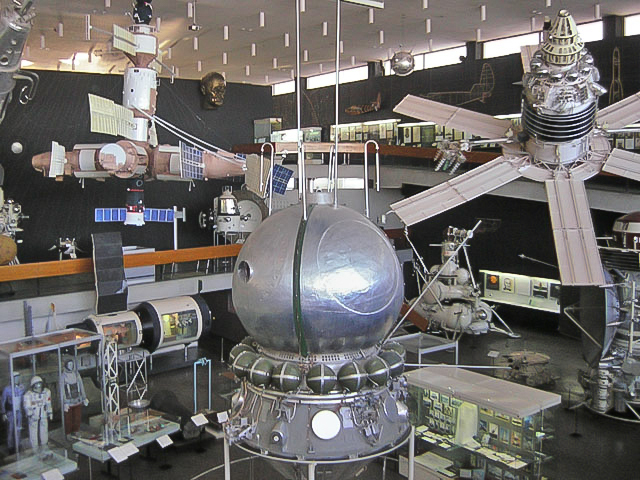
Зал ракетно-космической техники
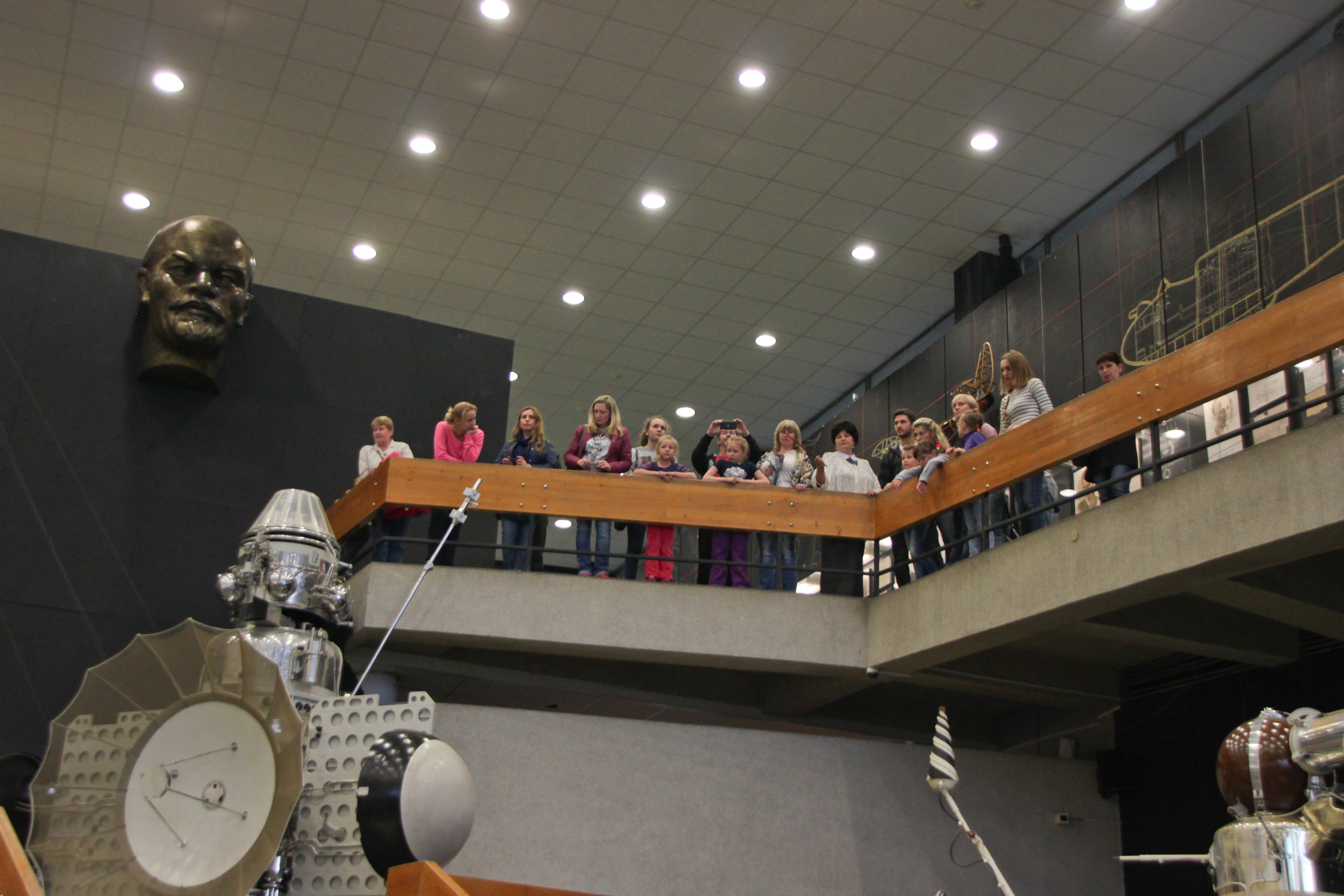
Лекция-экскурсия по музею
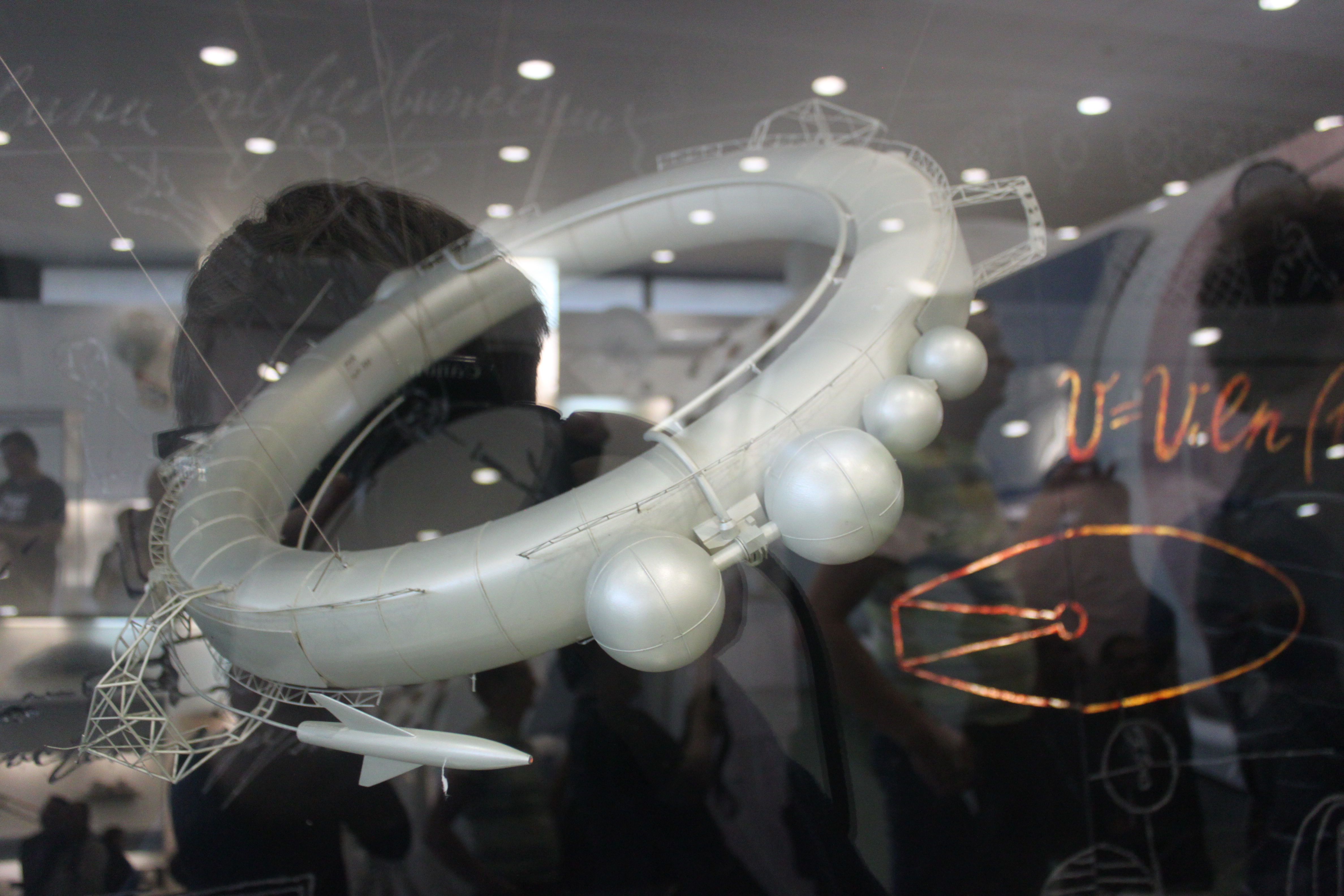
Макет станции. Экспозиция музея

## Подразделения музея
В состав Государственного музея истории космонавтики имени К. Э. Циолковского, помимо самого́ музея, также входят:
| Изображение | Наименование объекта                                  | Адрес                                   | Категория                                          |
| ----------- | ----------------------------------------------------- | --------------------------------------- | -------------------------------------------------- |
|             | Мемориальный дом-музей К. Э. Циолковского             | г. Калуга, ул. Циолковского, д. 79      | 401410052570006 (ЕГРОКН). 4000043000 (БД Викигида) |
|             | Дом-музей А. Л. Чижевского                            | г. Калуга, ул. Московская д. 62         | 401410053540005 (ЕГРОКН). 4000043000 (БД Викигида) |
|             | Калужский планетарий                                  | г. Калуга, ул. Академика Королёва, д. 2 | в здании ГМИК им. К. Э. Циолковского               |
|             | Музей-квартира К. Э. Циолковского                     | г. Боровск, ул. Циолковского, д. 49     | 401610695550005 (ЕГРОКН). 4000043000 (БД Викигида) |
|             | Научно-мемориальный музей профессора Н. Е. Жуковского | г. Москва, ул. Радио, д. 17, корп. 5    | 771410409450006 (ЕГРОКН). 4000043000 (БД Викигида) |

## Награды
- Орден Трудового Красного Знамени (1976 год)[15].
- Почётная грамота Президиума Верховного Совета РСФСР (1978 год)[16].